# Філіп Паднєвський
Філіп Паднєвський (пол. Filip Padniewski; 1510 — 17 квітня 1572, Варшава) — польський релігійний і державний діяч, єпископ Перемишльський (1560) та Краківський (1560—1572). Підканцлер коронний (1559—1562). Секретар великий коронний. сенатор. Письменник, оратор, меценат науки та мистецтва.

## Біографія
Народився у с. Шкірки біля Жніна. Представник шляхетського роду герба Новина. Освіту здобув в університеті Інгольштадта у Німеччині. Молоді роки провів при дворі імператора Священної Римської імперії Карла V.
У 1538—1542 вивчав в Італії теологію. На початку 1541 року в університеті Падуї отримав науковий ступінь доктора обох прав, потім якийсь час жив у Римі.
Був висвячений у Польщі. Як підканцлер коронного виконував дипломатичні доручення в Римі, до імператорів Карла V і Фердинанда I, був послом і секретарем короля польського і великого князя литовського Сигізмунда II Августа.
У 1560 став єпископом Перемишльським, а потім того ж року Краковським.
Один із редакторів проєкту Люблінської унії (1569). Польський проєкт унії складений ним передбачав: обрання і коронування короля лише Польщі, один вальний сейм, сенат і монету.
Заступався навчальним закладам Речі Посполитої та поетові Яну Кохановському.